# Kärla
Kärla (Duits: Kergelhof) is een plaats in de Estlandse gemeente Saaremaa, provincie Saaremaa. De plaats heeft de status van groter dorp of ‘vlek’ (Estisch: alevik).
Tot 13 december 2014 vormde Kärla een afzonderlijke landgemeente (Kärla vald), die in 2013 1637 inwoners telde en een oppervlakte had van 216,3 km². Na het samengaan met Kaarma en Lümanda behoorde de plaats tot de gemeente Lääne-Saare. Lääne-Saare ging op haar beurt in oktober 2017 op in de fusiegemeente Saaremaa.
De plaats heeft een basisschool, een gemeenschapscentrum, een bibliotheek en een muziekschool.

## Bevolking
Het dorp had 908 inwoners op 31 december 2011 en 537 inwoners op 31 december 2021.

## Geschiedenis
Kärla ontstond in de 16e eeuw onder de naam Kergel als landgoed van de prins-bisschop van Ösel-Wiek. Na de opheffing van het prinsbisdom in 1560 verviel het landgoed aan de staat (toen het Koninkrijk Denemarken en Noorwegen, na 1645 het Koninkrijk Zweden). In de 17e eeuw verpachtte de staat delen van het landgoed aan privépersonen, een ander deel viel onder de kerk van Kärla.
In 1977 werd het buurdorp Jõeküla en een deel van Sõmera bij Kärla gevoegd en kreeg de plaats de status van alevik.
De kerk van Kärla, gewijd aan Maria Magdalena, is gebouwd in de jaren 1842-1843 en verving toen een 14e-eeuwse kerk, die in 1556 bij een brand zwaar beschadigd was geraakt en nooit meer volledig was gerestaureerd. In de kerk bevinden zich enkele epitafen voor leden van de familie von Buxhoeveden, grootgrondbezitters op het eiland Saaremaa.

## Foto's

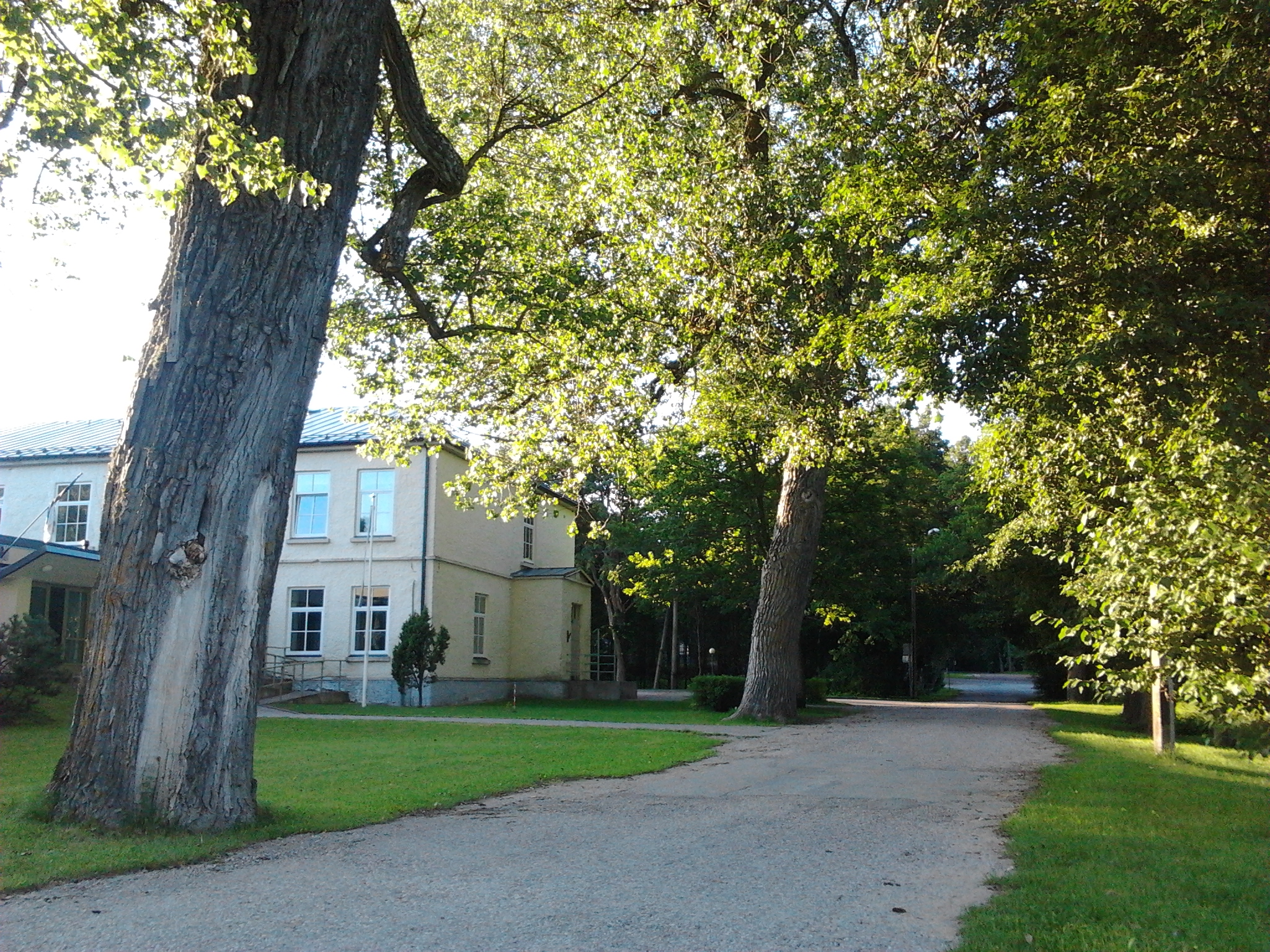
De school van Kärla
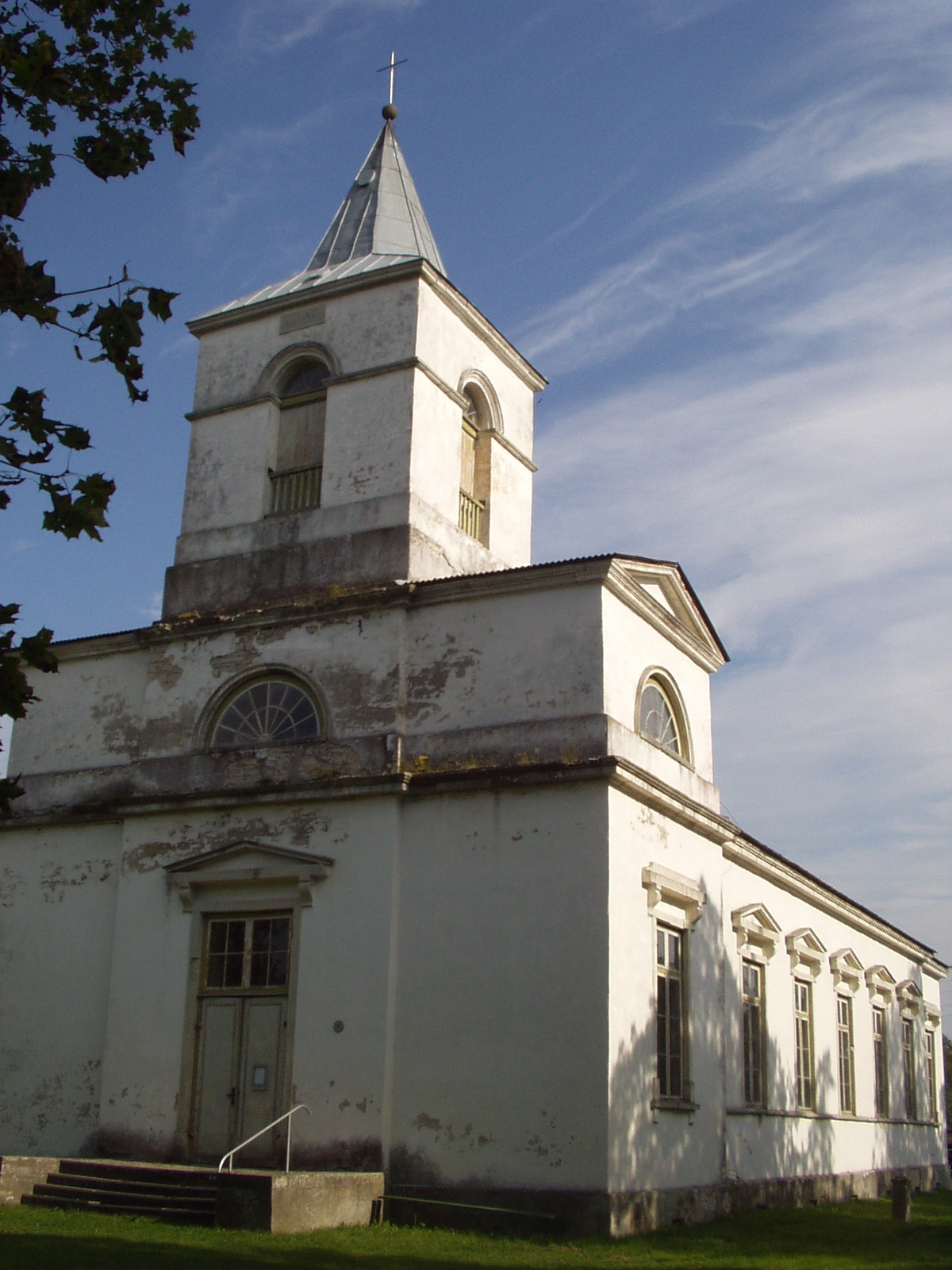
De toren van de kerk
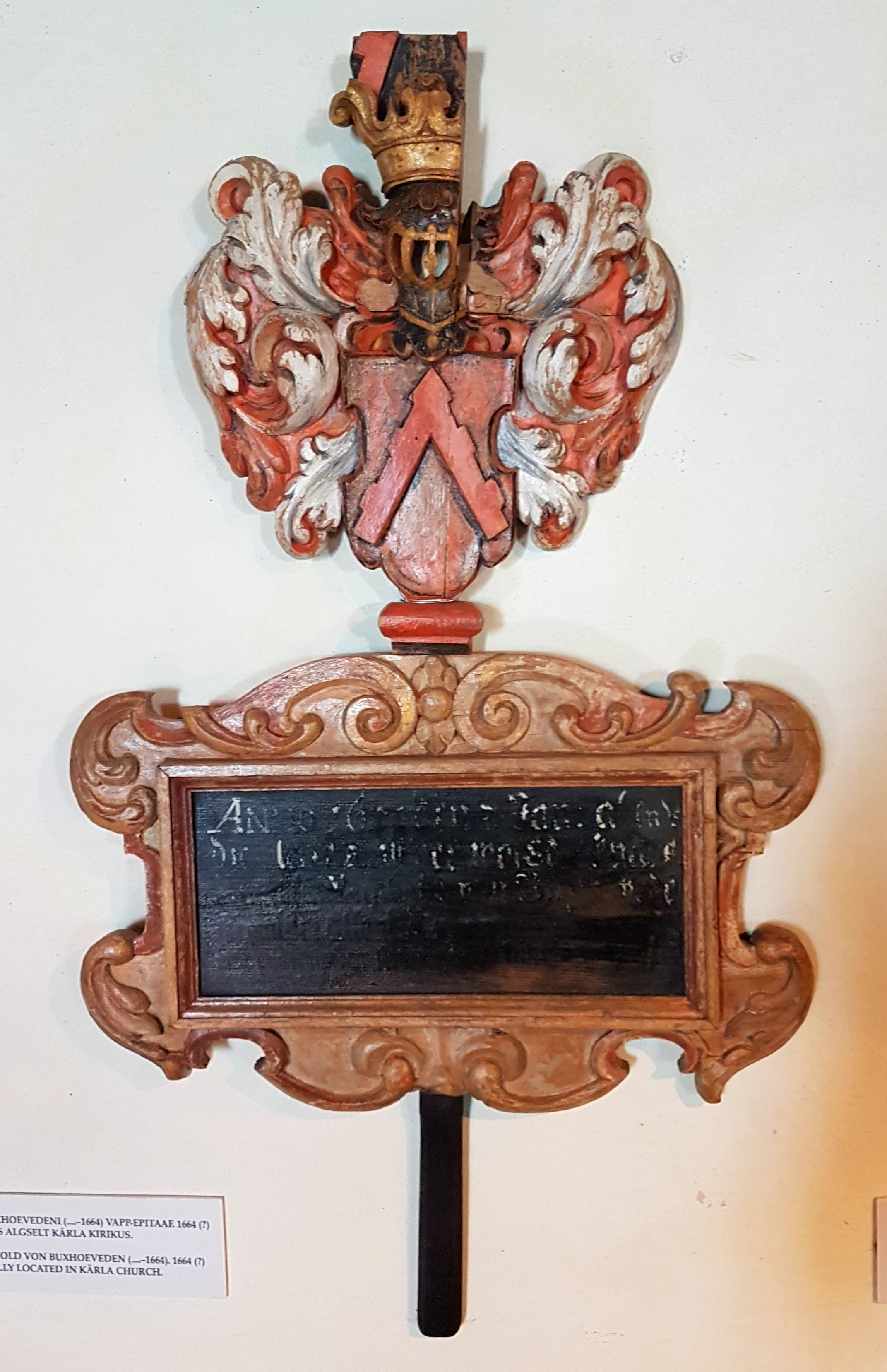
Epitaaf voor Reinhold von Buxhoeveden (foto: Robert Reisman)
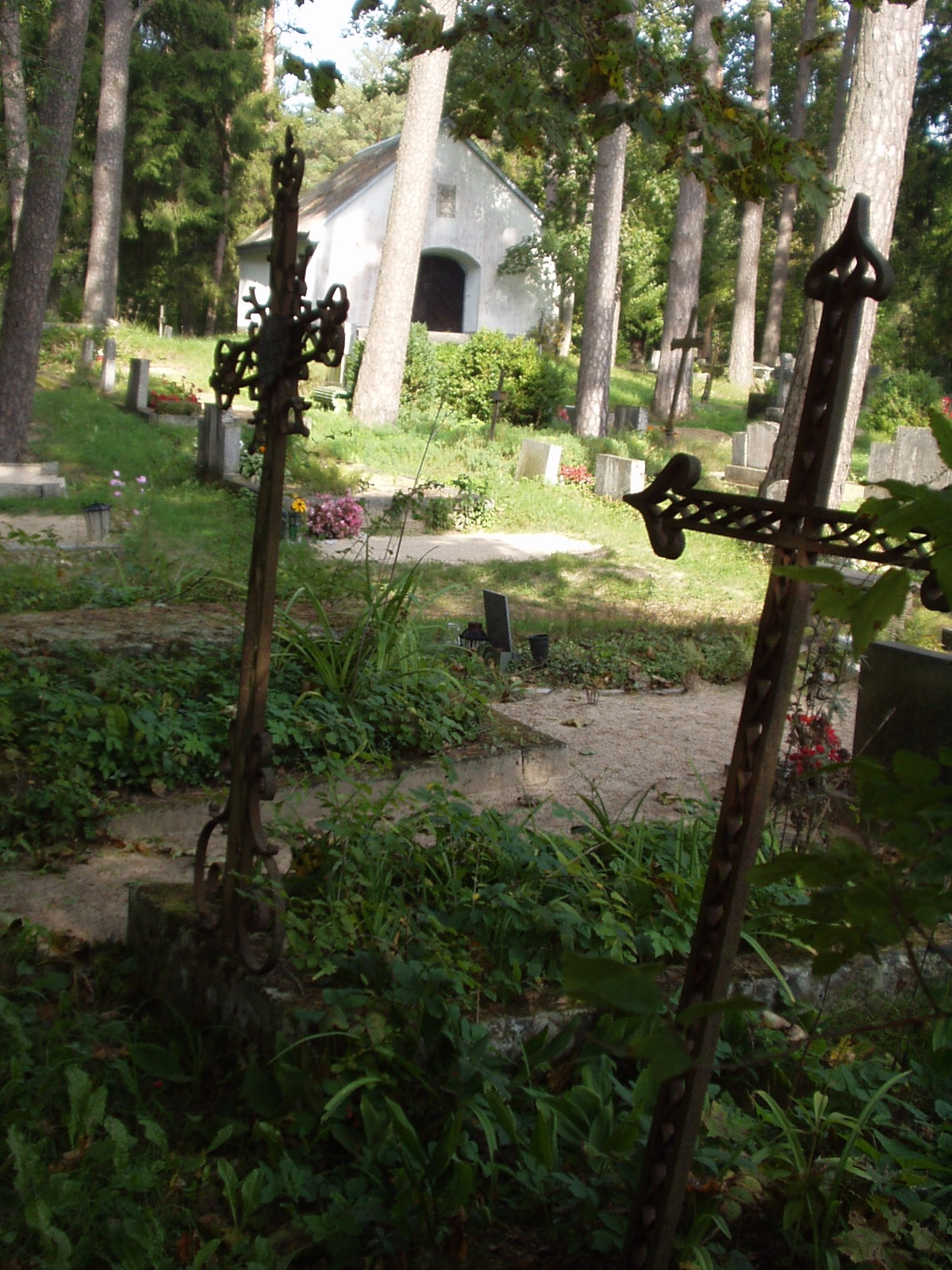
Het kerkhof van Kärla